# Décennie 2010 en arts plastiques
Cet article concerne les années 2010 en arts plastiques.